# Vauchamps (Marne)
Vauchamps is een gemeente in het Franse departement Marne (regio Grand Est) en telt 258 inwoners (1999). De plaats maakt deel uit van het arrondissement Épernay.

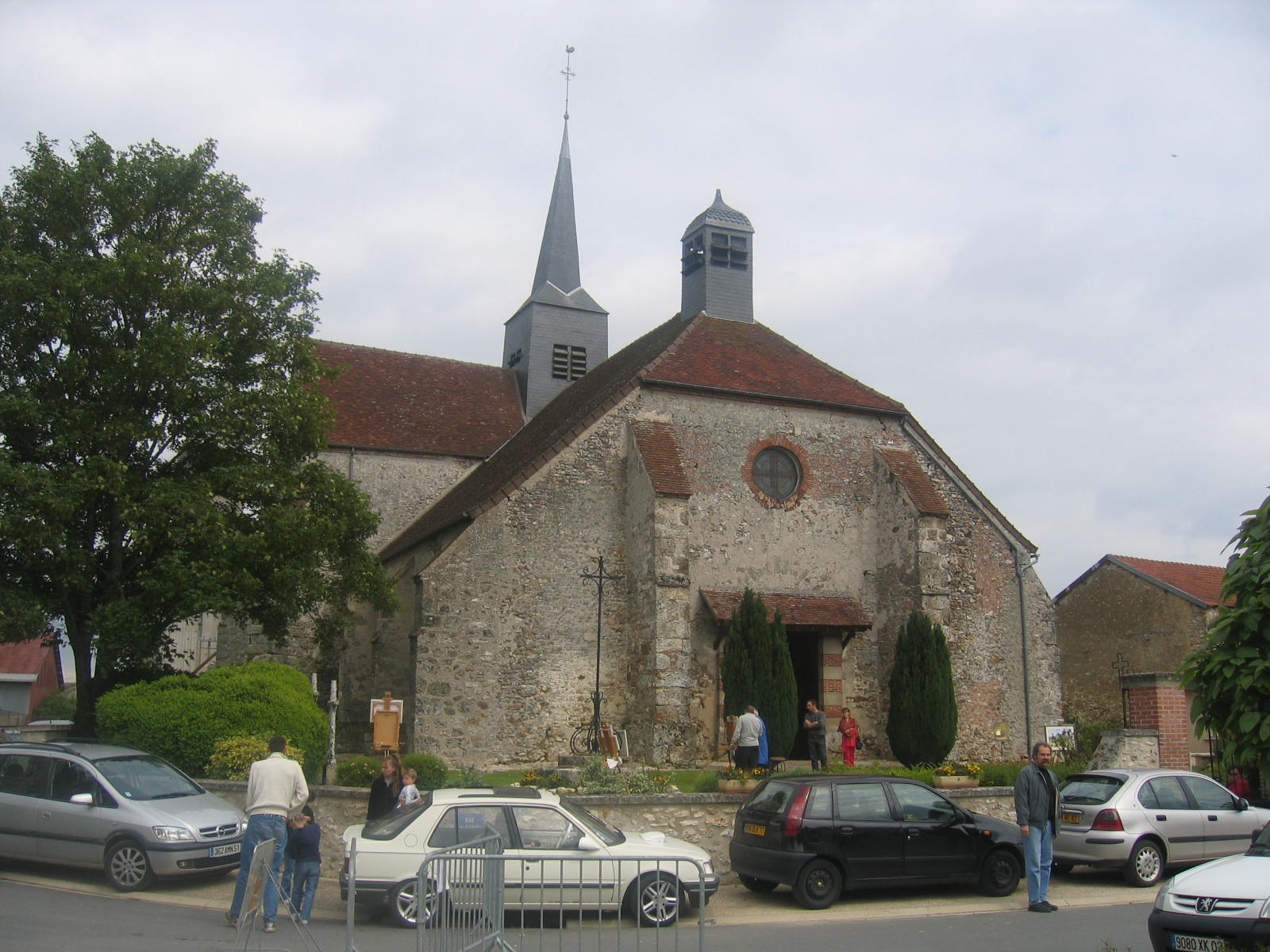
Kerk van St. Christophe
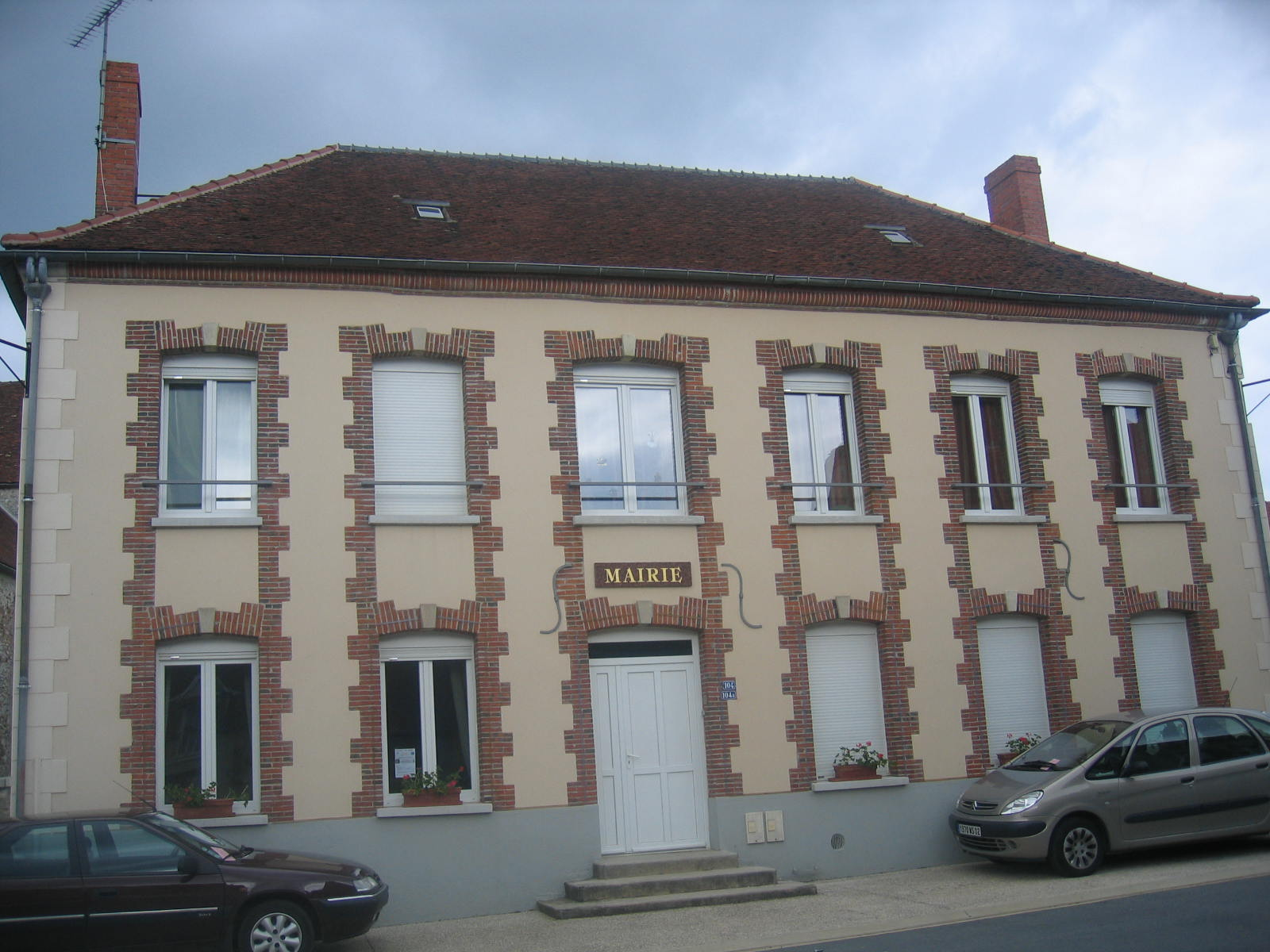
Gemeentehuis

## Geografie
De oppervlakte van Vauchamps bedraagt 12,7 km², de bevolkingsdichtheid is 20,3 inwoners per km².
De onderstaande kaart toont de ligging van Vauchamps (Marne) met de belangrijkste infrastructuur en aangrenzende gemeenten.

## Demografie
Onderstaande figuur toont het verloop van het inwonertal (bron: INSEE-tellingen).